# Aaron Aaronsohn
Aaron Aaronsohn (1876, Bacău, Rumania - 15 de mayo de 1919) fue un científico, agrónomo, botánico, explorador, hombre de negocios, político judío de Palestina.
Aaronsohn es sobre todo conocido por su descubrimiento del trigo almidonero silvestre (o escanda) que llamó madre del trigo, y otro tanto por su rol fundador y dirigente del Nili, un grupo judío de espionaje para el Reino Unido durante la Primera Guerra Mundial.

## Infancia y estudios
Con sus padres, migra a los seis años a Israel, parte del Imperio otomano, instalándose en Zikhron Ya'aqov, una colonia agrícola judía, constitutiva de la primera Aliyah.
Después de sus estudios en Francia, pagados por el barón Edmond James de Rothschild (1845-1934), Aaronsohn comienza a estudiar la flora de Palestina y se convierte el jefe de un grupo de expertos sobre tal tema.

## Botánico
En transcurso de una excursión al monte Hermón, descubre dos plantas de trigo almidonero silvestre (Triticum dicoccoides), trascendente descubrimiento, tanto para los agrónomos como para los historiadores, lo hace célebre mundialmente, permitiéndole viajar a Estados Unidos y obtener financiamiento para abrir una Estación Experimental en Atlit, la primera Unidad experimental en el Levante.

## El político
Gracias a las informaciones facilitadas por la red Nili al ejército británico, el general Edmund Allenby (1861-1936) conduce un ataque sorpresa a Beerseba, esquivando a las fuertes defensas turcas de Gaza.
Después de la Gran Guerra, Jaim Weizmann (1874-1952) lo incluye en su grupo de trabajo en la Conferencia de Paz de París de 1919, pero Aaronsohn muere en un accidente de aviación atravesando el Canal de la Mancha. Sus trabajos se publicaron póstumamente.

## Algunas publicaciones
- Agricultural and botanical explorations in Palestine. 1910
- Reliquiae Aaronsohnianae, 1940

- La abreviatura «Aarons.» se emplea para indicar a Aaron Aaronsohn como autoridad en la descripción y clasificación científica de los vegetales.[1]